# Ист-Лондон
Ист-Лондон (англ. East London — «Восточный Лондон»), Ос-Лонден (африк. Oos-Londen, коса eMonti), реже Баффало-Сити (англ. Buffalo City, по названию местного муниципалитета) — город на юго-восточном побережье Южно-Африканской Республики в Восточной Капской провинции. Находится на побережье Индийского океана. Большая часть города между реками Баффало и Нахун. Единственный речной порт страны. В городе проживают более 400 тысяч человек, в агломерации — более 1,4 миллиона человек. Город является вторым по населению в провинции после города Порт-Элизабет.

## История
Ист-Лондон был основан на месте единственного речного порта Южной Африки, называвшегося раньше Port Rex. Это поселение на западном берегу стало центром Ист-Лондона, которому был присвоен статус города в 1914 году. В начале XIX века, во время пограничных войн между британскими поселенцами и местными жителями, Ист-Лондон был портом, снабжавшим города, расположенные в радиусе 30 миль от Кинг-Уильямс-Тауна. В 1847 году на этом месте был построен форт Glamorgan.
В дальнейшем в этой области стали селиться немецкие колонисты, которые дали название ближайшим населённым пунктам. В наше время ещё очень распространены немецкие фамилии, такие как Геринг, Пинке, Зальцведель.
С 1870 года в городе работает порт. В 1876 году в город была подведена железная дорога, которая дала импульс к дальнейшему развитию области.
В 1935 году был построен двухэтажный мост через реку Баффало, который остаётся единственным в своём роде в Южной Африке.
В 1959 году в городе была открыта трасса Формулы-1.
В 2000 году Ист-Лондон стал частью муниципалитета Баффало.

## Экономика
Основу экономики составляет автомобильная промышленность. Заводы компании Daimler в основном расположены возле гавани и выпускают автомобили Mercedes-Benz для внутреннего рынка и на экспорт в США. В городе также развиты текстильная, фармацевтическая и пищевая промышленность.
Ист-Лондон имеет хорошее транспортное сообщение с другими городами ЮАР. Из аэропорта, который находится в 10 км от города, совершаются ежедневные рейсы во все крупные города страны.

## Спорт
В Ист-Лондоне очень популярны национальная борьба и регби. В городе очень популярны мотокросс, боевые искусства и гольф. Также развиваются такие виды спорта, как бокс, автоспорт, футбол, горные велосипеды, прыжки с парашютом, лёгкая атлетика, верховая езда и многие другие виды спорта.

## Достопримечательности
- Музей Ист-Лондона

## Города-побратимы
- Евле (Швеция)
- Дацин (Китай)[1]